# Antitrichia pseudocalifornia
Antitrichia pseudocalifornia là một loài Rêu trong họ Leucodontaceae. Loài này được Kindb. mô tả khoa học đầu tiên năm 1897.